# Мэйва
Мэйва (яп. 明和 мэйва, Яркая гармония) — девиз правления (нэнго) японских императоров Го-Сакурамати и Го-Момодзоно, использовавшийся с 1764 по 1772 год.

## Продолжительность
Начало и конец эры:
- 2-й день 6-й луны 14-го года Хорэки (по григорианскому календарю — 30 июня 1764);
- 16-й день 11-й луны 9-го года Мэйва (по григорианскому календарю — 10 декабря 1772).

## Происхождение
Название нэнго было заимствовано
- из Шу цзин:「百姓昭明、協和万邦」[5];
- из 1-го цзюаня Ши цзи:「百姓昭明、合和万国」[5].

## События
В эру Мэйва на страну обрушилась целая серия природных катаклизмов. Особенно печально известен в этом отношении 9-й год Мэйва, за которым в народе закрепилось название «9-й год Мэйва — год бедствий»  (яп. 明和九年は迷惑年)
- 1766 год (3-й год Мэйва) — подавлено восстание по свержению сёгуна[8];
- 1768 год (5-й год Мэйва) — начал работу торговый дом «Мацудзакая»[9];
- 1770 год (7-й год Мэйва) — тайфун разрушил Императорский дворец в Киото[10];
- 1770 год (7-й год Мэйва) — комета с длинным хвостом (согласно современным данным, это D/1770 L1, обнаруженная Андреем Лекселем) освещала ночное небо на протяжении всего лета и осени[10];
- 1770 год (7-й год Мэйва) — начало непрерывной 15-летней засухи в Японии[10];
- 1771 год (8-й год Мэйва) — поставлена пьеса «Столичный житель и в соломенных сандалиях гремит» (Эдокко но варадзи о хаку рангасиса), высмеивающая непоседливый и беспокойный характер людей, населяющих город Эдо[9];
- 24 апреля 1771 года (10-й день 3-й луны 8-го года Мэйва) — цунами в районе острова Исигаки, вошедшее в историю под названием Землетрясение Яэяма (яп. 八重山地震 Яэяма дзисин) или Великое цунами годов Мэйва (яп. 明和の大津波 мэйва но о:цу нами);
- 1 апреля 1772 года (29-й день 2-й луны 9-го года Мэйва) — в храме Дайэн, в районе Мэгуро, начался один из крупнейших столичных пожаров — Пожар годов Мэйва (яп. 明和の大火 Мэйва но тайка). Тогда погибло и пропало без вести более 18 тысяч горожан. Сгорело 169 резиденций удельных князей, в том числе усадьба внука восьмого сёгуна Мацудайра Саданобу (1758—1829), прямо перед пожаром ставшего главным госсоветником. Огонь уничтожил также 170 городских мостов и 382 храма. Это был поджог, и он уничтожил половину города. Поджигателя нашли спустя два месяца, в конце апреля 1772 года, и в июне казнили на костре[11];
- 2 августа 1772 года (4-й день 6-й луны 9-го года Мэйва) — на регион Канто обрушалась страшная буря, вызвавшая наводнения и погубившая посевы[10];
- 17 августа 1772 (19-й день 6-й луны 9-го года Мэйва) — очередной шторм с наводнениями, погубивший в одном только Эдо 4000 домов[12];

## Сравнительная таблица
Ниже представлена таблица соответствия японского традиционного и европейского летосчисления. В скобках к номеру года японской эры указано название соответствующего года из 60-летнего цикла китайской системы гань-чжи. Японские месяцы традиционно названы лунами.
| 1-й год Мэйва (Деревянная Обезьяна)  | 1-я луна        | 2-я луна*  | 3-я луна  | 4-я луна  | 5-я луна* | 6-я луна  | 7-я луна*               | 8-я луна    | 9-я луна*   | 10-я луна*              | 11-я луна  | 12-я луна*     | 12-я луна (високосная) |
| ------------------------------------ | --------------- | ---------- | --------- | --------- | --------- | --------- | ----------------------- | ----------- | ----------- | ----------------------- | ---------- | -------------- | ---------------------- |
| Григорианский календарь              | 2 февраля 1764  | 3 марта    | 1 апреля  | 1 мая     | 31 мая    | 29 июня   | 29 июля                 | 27 августа  | 26 сентября | 25 октября              | 23 ноября  | 23 декабря     | 21 января 1765         |
| Юлианский календарь                  | 22 января 1764  | 21 февраля | 21 марта  | 20 апреля | 20 мая    | 18 июня   | 18 июля                 | 16 августа  | 15 сентября | 14 октября              | 12 ноября  | 12 декабря     | 10 января 1765         |
| 2-й год Мэйва (Деревянный Петух)     | 1-я луна*       | 2-я луна   | 3-я луна  | 4-я луна* | 5-я луна  | 6-я луна  | 7-я луна*               | 8-я луна    | 9-я луна*   | 10-я луна               | 11-я луна* | 12-я луна*     |                        |
| Григорианский календарь              | 20 февраля 1765 | 21 марта   | 20 апреля | 20 мая    | 18 июня   | 18 июля   | 17 августа              | 15 сентября | 15 октября  | 13 ноября               | 13 декабря | 11 января 1766 |                        |
| Юлианский календарь                  | 9 февраля 1765  | 10 марта   | 9 апреля  | 9 мая     | 7 июня    | 7 июля    | 6 августа               | 4 сентября  | 4 октября   | 2 ноября                | 2 декабря  | 31 декабря     |                        |
| 3-й год Мэйва (Огненная Собака)      | 1-я луна        | 2-я луна*  | 3-я луна  | 4-я луна* | 5-я луна  | 6-я луна  | 7-я луна*               | 8-я луна    | 9-я луна    | 10-я луна*              | 11-я луна  | 12-я луна*     |                        |
| Григорианский календарь              | 9 февраля 1766  | 11 марта   | 9 апреля  | 9 мая     | 7 июня    | 7 июля    | 6 августа               | 4 сентября  | 4 октября   | 3 ноября                | 2 декабря  | 1 января 1767  |                        |
| Юлианский календарь                  | 29 января 1766  | 28 февраля | 29 марта  | 28 апреля | 27 мая    | 26 июня   | 26 июля                 | 24 августа  | 23 сентября | 23 октября              | 21 ноября  | 21 декабря     |                        |
| 4-й год Мэйва (Огненная Свинья)      | 1-я луна*       | 2-я луна   | 3-я луна* | 4-я луна  | 5-я луна* | 6-я луна  | 7-я луна*               | 8-я луна    | 9-я луна    | 9-я луна (високосная) * | 10-я луна  | 11-я луна      | 12-я луна*             |
| Григорианский календарь              | 30 января 1767  | 28 февраля | 30 марта  | 28 апреля | 28 мая    | 26 июня   | 26 июля                 | 24 августа  | 23 сентября | 23 октября              | 21 ноября  | 21 декабря     | 20 января 1768         |
| Юлианский календарь                  | 19 января 1767  | 17 февраля | 19 марта  | 17 апреля | 17 мая    | 15 июня   | 15 июля                 | 13 августа  | 12 сентября | 12 октября              | 10 ноября  | 10 декабря     | 9 января 1768          |
| 5-й год Мэйва (Земляная Крыса)       | 1-я луна        | 2-я луна*  | 3-я луна* | 4-я луна  | 5-я луна* | 6-я луна* | 7-я луна                | 8-я луна    | 9-я луна*   | 10-я луна               | 11-я луна  | 12-я луна      |                        |
| Григорианский календарь              | 18 февраля 1768 | 19 марта   | 17 апреля | 16 мая    | 15 июня   | 14 июля   | 12 августа              | 11 сентября | 11 октября  | 9 ноября                | 9 декабря  | 8 января 1769  |                        |
| Юлианский календарь                  | 7 февраля 1768  | 8 марта    | 6 апреля  | 5 мая     | 4 июня    | 3 июля    | 1 августа               | 31 августа  | 30 сентября | 29 октября              | 28 ноября  | 28 декабря     |                        |
| 6-й год Мэйва (Земляной Бык)         | 1-я луна*       | 2-я луна   | 3-я луна* | 4-я луна* | 5-я луна  | 6-я луна* | 7-я луна*               | 8-я луна    | 9-я луна*   | 10-я луна               | 11-я луна  | 12-я луна      |                        |
| Григорианский календарь              | 7 февраля 1769  | 8 марта    | 7 апреля  | 6 мая     | 4 июня    | 4 июля    | 2 августа               | 31 августа  | 30 сентября | 29 октября              | 28 ноября  | 28 декабря     |                        |
| Юлианский календарь                  | 27 января 1769  | 25 февраля | 27 марта  | 25 апреля | 24 мая    | 23 июня   | 22 июля                 | 20 августа  | 19 сентября | 18 октября              | 17 ноября  | 17 декабря     |                        |
| 7-й год Мэйва (Металлический Тигр)   | 1-я луна        | 2-я луна*  | 3-я луна  | 4-я луна* | 5-я луна* | 6-я луна  | 6-я луна (високосная) * | 7-я луна*   | 8-я луна    | 9-я луна*               | 10-я луна  | 11-я луна      | 12-я луна              |
| Григорианский календарь              | 27 января 1770  | 26 февраля | 27 марта  | 26 апреля | 25 мая    | 23 июня   | 23 июля                 | 21 августа  | 19 сентября | 19 октября              | 17 ноября  | 17 декабря     | 16 января 1771         |
| Юлианский календарь                  | 16 января 1770  | 15 февраля | 16 марта  | 15 апреля | 14 мая    | 12 июня   | 12 июля                 | 10 августа  | 8 сентября  | 8 октября               | 6 ноября   | 6 декабря      | 5 января 1771          |
| 8-й год Мэйва (Металлический Кролик) | 1-я луна*       | 2-я луна   | 3-я луна* | 4-я луна  | 5-я луна* | 6-я луна  | 7-я луна*               | 8-я луна*   | 9-я луна    | 10-я луна*              | 11-я луна  | 12-я луна      |                        |
| Григорианский календарь              | 15 февраля 1771 | 16 марта   | 15 апреля | 14 мая    | 13 июня   | 12 июля   | 11 августа              | 9 сентября  | 8 октября   | 7 ноября                | 6 декабря  | 5 января 1772  |                        |
| Юлианский календарь                  | 4 февраля 1771  | 5 марта    | 4 апреля  | 3 мая     | 2 июня    | 1 июля    | 31 июля                 | 29 августа  | 27 сентября | 27 октября              | 25 ноября  | 25 декабря     |                        |
| 9-й год Мэйва (Водяной Дракон)       | 1-я луна*       | 2-я луна   | 3-я луна  | 4-я луна* | 5-я луна  | 6-я луна* | 7-я луна                | 8-я луна*   | 9-я луна*   | 10-я луна               | 11-я луна* | 12-я луна      |                        |
| Григорианский календарь              | 4 февраля 1772  | 4 марта    | 3 апреля  | 3 мая     | 1 июня    | 1 июля    | 30 июля                 | 29 августа  | 27 сентября | 26 октября              | 25 ноября  | 24 декабря     |                        |
| Юлианский календарь                  | 24 января 1772  | 22 февраля | 23 марта  | 22 апреля | 21 мая    | 20 июня   | 19 июля                 | 18 августа  | 16 сентября | 15 октября              | 14 ноября  | 13 декабря     |                        |

* звёздочкой отмечены короткие месяцы (луны) продолжительностью 29 дней. Остальные месяцы длятся 30 дней.